# M/S Rigel III

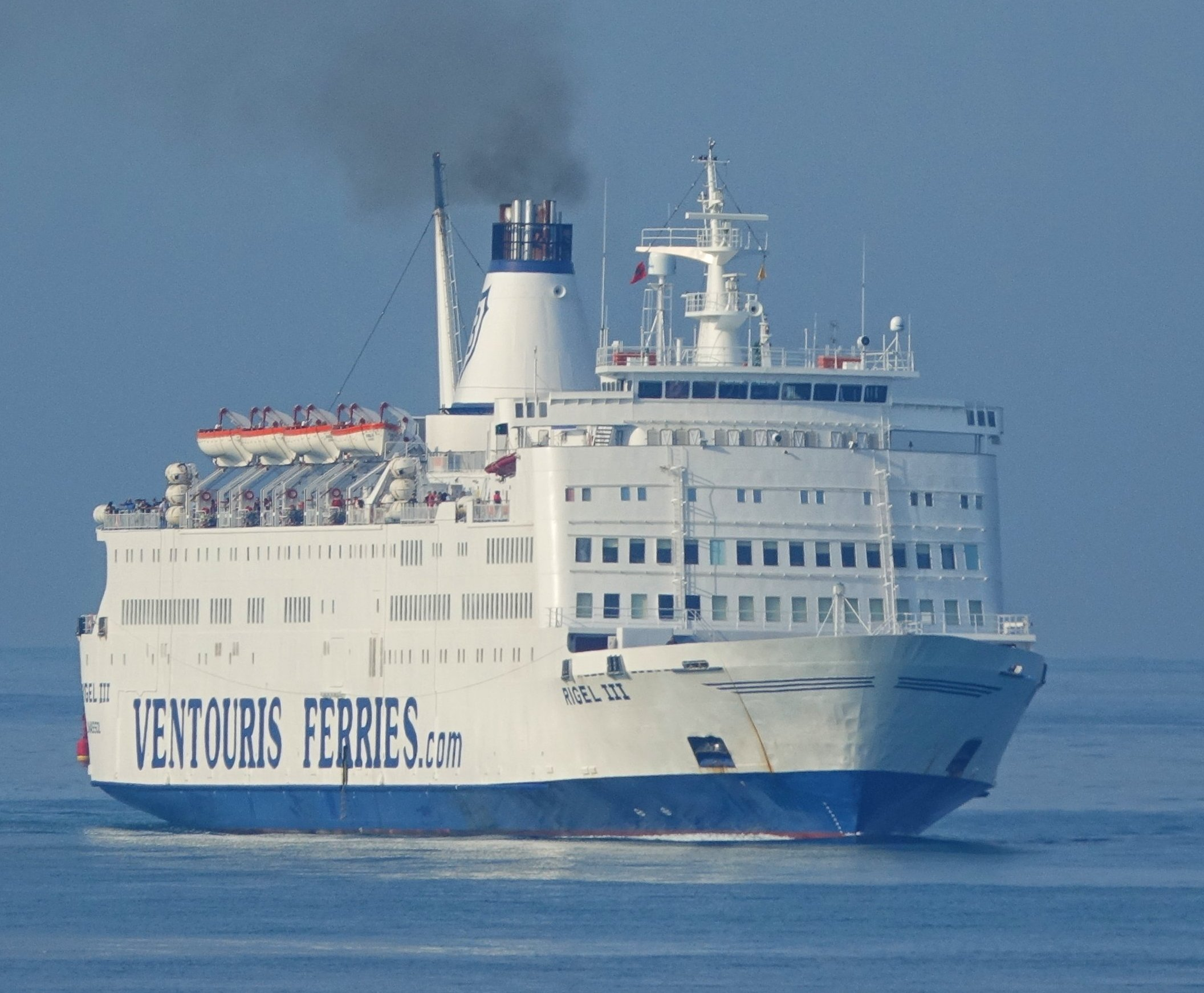
M/S Rigel III i Durrës 2017.

M/S Rigel III är en kryssningsfärja som ägs av det grekiska företaget Ventouris Ferries. Hon byggdes 1979 som M/S Turella av Wärtsilä Åbo varv, Finland för SF Line för användning i Viking Line trafik. 1988 såldes hon till Stena Line och blev M/S Stena Nordica. 1996 överfördes hon till Lion Ferry och döptes om till M/S Lion King. 1998 såldes hon till Tallink och fick namnet M/S Fantaasia. Som Fantaasia seglade hon också under charter till Algérie Ferries, Comanav och Kystlink under åren 2005–2008. Efter slutet av hennes charter till Kystlink 2008 köpte det senare företaget henne och bytte namn till M/S Kongshavn. Efter att Kystlink förklarades i konkurs i slutet av 2008 lades fartyget upp tills det såldes till den kroatiska baserade färjeoperatören Blue Line International, och trafikerade deras trafik mellan Split och Ancona som M/S Regina della Pace. År 2017 såldes fartyget till det grekiska företaget Ventouris Ferries och trafikerar för närvarande linjen Bari-Durres.

## Tekniska data
- Längd 136,1 meter
- Bredd 24,2 meter
- Vikt 16 405 ton
- Djupgång 5,40 meter